# عبد الله صالح المطوع
عبد الله صالح المطوع مؤرخ إماراتي
هو عبد الله بن صالح بن محمد بن عبد الله بن صالح المطوع آل بومطير  من قبيلة آل علي، كانت عائلته تعيش في جزيرة السينية في أم القيوين دولة الإمارات العربية المتحدة   

## نشأته وقبيلته
ولد عبد الله بن صالح المطوع في عام 1874 م، في منطقة الحيرة في الشارقة، ونشأ نشأة دينية صرفة وتعلم ودرس على يد جده، أبو أمه واسمه محمد بن فارس الفارس، كذلك درس على يد جده محمد بن صالح المطوع، وقد درس النونية على يده، ثم أكمل دراسته على يد الشيخ حسين بن تميم وقد تميز بإطلاعه وثقافته.  
ينتمي إلى قبيلة آل علي التي تعيش في جزيرة السينية في مطلع القرن التاسع عشر، وقد حدث خلاف في ذلك الوقت بين أفراد من آل على وأحد الحكام على أثره نزحوا من الجزيرة وتفرقوا ما بين الشارقة ورأس الخيمة، وقد كان جد عبد الله بن صالح المطوع من المجموعة التي نزحت إلى الشارقة، واستوطنت الليّة والحمرية والحيرة وكثير منهم سكنوا منطقة الفشت، وقد ذكر الشيخ أحمد بن حمد الرجباني قاضي رأس الخيمة في ذلك الوقت سيرة بعض العلماء من أهل المنطقة في إحدى رسائله وأشار فيها للشيخ صالح بن محمد المطوع، ومن الوثائق الشفاهية والمدونة نجد أن صالح المطوع مارس التجارة.
بعدما استقرت عائلة عبد الله بن صالح المطوع في الشارقة في مطلع القرن التاسع عشر، واستوطنوا منطقة الفشت حدث نوع من عدم الاستقرار في تلك المنطقة نتيجة لبعض الأحداث السياسية والاقتصادية.
لم يرزق عبد الله بن صالح المطوع إلا ببنت واحده اسمها آمنه والتي لم ترزق بأبناء.

## صفاته وحياته
ذا شخصية خصبة في الأدب والتجارب والفهم والذكاء والإدراك، وفي قراءة الصحف ومطالعة الكتب، وما يميزه أنه إخباري وروائي وقصصي وقد مهر في فنون حياة البلاد، ودخل في كل سبل معايشها، وثقلته تجاربها المتنوعة التي تمرس بها وبرع في كل صنوفها، مما جعله مرجعاً أول من بين المراجع التي يقتبس منها الرأي ويطرح منها التشاور سواء على مستوى الأفراد أو على مستوى حاكم البلاد.
وللمطوع إسهامات كثيرة حيث كان له دور في ظهور التعليم التطوري ونشأته، وكان صاحب مدرسة تسمى «الإصلاح» قبل تأسيس الشيخ المحمود لمدرسة الإصلاح الأم (القاسمية)، وقد كان من أبناء الجيل الأول في المنطقة، وقد درس على يديه الشيخ سلطان بن صقر القاسمي حاكم الشارقة وأخوته.
وقد كان عبد الله بن صالح المطوع يهوى الكتابة والتاريخ إلى جانب عمله كوكيل عن عبد الرحمن بن حسن المدفع في المنطقة، فيتولى أعماله التجارية.
إلى جانب ذلك كان المطوع يكتب الشعر وله قصائد عدة ما بين سياسية أو توثيقية تسجل كثير من الأحداث، كذلك دعم واهتم بالتعليم ومارسه.
أسس الشيخ سلطان بن صقر القاسمي البلدية وقد كانت أول بلدية ظهرت في إمارات الساحل، وهذا مدون في بعض الوثائق ومن خلال المدونات الشفاهية، وعندما ظهرت نواة البلدية أخذ عبد الله بن صالح المطوع في تطويرها شيئاً فشيئاً، فبدأ بشق الطرق وتنظيم المرور وترقيم السيارات، والإشراف على حركة التجارة والاستيراد الخارجي، ولم يكن المطوع وقتها يتقاضى راتباً أو مكافأة عن توليه إدارة البلدية فقد كانت الأعمال في ذلك الوقت مسؤولية وطنية.

## المؤلفات والأبحاث
الكثير من المخطوطات وأهمها :
1. الجواهر واللآلئ في تاريخ عمان الشمالي. مطبوع ومن تحقيق د. فالح حنظل
2. عقود الجمان في أيام آل سعود في عمان